# Namntulorna
Namntulorna (Nafnaþulur) är en samling versifierade namnramsor som i flera handskrifter av Snorres Edda avslutar den del som kallas Skaldskapens språk (Skáldskaparmál). Namntulorna har inte tillhört det ursprungliga verket och saknas helt i Codex Upsaliensis (DG 11) och Codex Wormianus (AM 242 fol.). Eftersom tulorna inte anses vara samlade eller skrivna av Snorre Sturlasson, brukar de inte heller finnas med i översättningar av Snorres Edda. Namntulorna har dock haft stor betydelse för tolkningen av ovanliga skaldekenningar, där innebörden av ett särskilt heiti inte klart framgår av sammanhanget.

## Tulor
Begreppet tula (þula; flertal: þulur) används framför allt om sådana ramsor i strofform som enbart innehåller uppräkningar av egennamn och benämningar och som nästan helt saknar annan text. Namnen är i ramsorna samlade efter ämnesområden. Namntulorna innehåller bland annat följande kategorier: sjökonungar, jättar, trollkonor, asar, asynjor, med flera. Vidare finns namn på vapen, djur, skepp och geografiska namn (floder, hav) samt olika namn på himlarna och solen. Det vanligaste versmåttet är fornyrðislag och strofernas längd är oftast åtta rader, men det finns både längre och kortare strofer. Namnen är ordnade efter ljudlikhet, rim och allitteration, så att ramsorna blir lätta att lära sig utantill.
Detta är exempel på en namntula:
| Burir [e]ro Óðins Baldr ok Meili, Víðarr ok Nepr, Váli, Áli, Þórr ok Hildolfr, Hermoðr, Sigi, Skjǫldr, Ingvifreyr ok Ítreksjóð, Heimdallr, Sæmingr, Hǫðr ok Bragi. | Odens söner är Balder och Meile, Vidar och Nep, Vale, Ale, Tor och Hildulv, Hermod, Sige, Skjold, Yngvefrej och Itreksjod, Heimdall, Säming, Höder och Brage. |  |

### Tulor iDen poetiska Eddan
Det finns också tulor i Den poetiska Eddan. Som exempel kan nämnas ramsorna med dvärgnamn i Vǫluspá (10–16) samt listorna med Odensheiti och mytiska floder i Grímnismál (46–50,54) och (27–30). Dock är inte Eddadikten Rígsþula någon tula i egentlig mening. Att dikten ändå har fått detta namn beror på att den innehåller tulor, samt att dessa är centrala för diktens handling. Tulorna i Den poetiska Eddan är i de flesta fall interpolationer, det vill säga senare inskott eller tillägg.

### Tulor iSnorres Edda
I Skáldskaparmál 58 citeras brottstycken (sammanlagt sju strofer) ur två namngivna tulor, Torgrimstulan (Þorgrímsþula) och Kalvsvisan (Kálfsvísa), vilka innehåller namnen på mytiska hästar och deras ryttare, samt en strof med namn för oxar.
Att Snorre Sturlasson i Gylfaginning och Skáldskaparmál också har använt tulor som underlag för sina prosauppräkningar av kenningar och heiti är troligt. Kanske har också några av de namntulor, som senare kom att bifogas hans eget verk, tillhört hans egna källor.

## Tulornas ursprung
Ordet "tula" kommer av þylja; tala, framsäga, recitera. Tul (þulr) kallades den kultledare som traderade den heliga kunskapen, till exempel myter och genealogier. Troligen var han den som var bäst insatt i samhällets mytologiska och rituella kunskap, och detta vetande rabblades eller mässades i tulor som genom sin språkform var lätta att minnas.
Finnur Jónsson menade dock att de flesta av de tulor som har bevarats till vår egen tid – och i synnerhet Namntulorna som avslutar Skáldskaparmál – bör ha tillkommit på Island under 1100-talet som ett led i att man då vetenskapligt började studera och systematisera poesins språk och uttrycksmedel. Snorre Sturlassons poetik var en fortsättning av – och höjdpunkten i – denna verksamhet. Ur gamla dikter och sagor excerperades namn, kenningar och heiti, vilka samlades i listor som säkert redan från början sattes på vers för att vara lätta att minnas.
Snorres Edda var, enligt författaren själv, tänkt som en lärobok för blivande skalder. Huruvida också Namntulorna varit avsedda som hjälpreda för skalder är dock osäkert. Tulorna innehåller många namn som över huvud taget inte återfinns i poesin. Dessutom finns i några av tulorna främmande ord – både grekiska, latin och franska – vilket understryker deras lärda karaktär och visar att just dessa inte kan vara äldre än från 1100-talet. Namnramsor som varit lätta att lära sig utantill kan dock ha varit användbara i undervisningen, till exempel på Oddiskolan, i en tid då elevernas möjligheter att föra anteckningar varit mer begränsade än vad de är i dag.